# Mare di Giunco
Mare di Giunco (o "dei Giunchi" o "della Giuncaia", o "di canne") è la traduzione letterale del termine ebraico Yam-Suf, indicante il mare attraversato dal popolo ebraico uscendo dall'Egitto durante l'Esodo (v. Es13,18).
L'identificazione di questo mare non è certa: il giunco è presente in tutte le acque sia interne che esterne all'Egitto. Sono state proposte pertanto diverse alternative.
- Laghi Amari, presenti nei pressi dell'attuale Suez.

- Golfo di Aqaba o di Eilat. Nel testo ebraico della Bibbia l'unico passo che esplicita la natura geografica del Yam Suf è 1Re9,26[3], dove viene riferito che Re Salomone costruì un porto presso Elat sulla riva del Mar di Giunco. Nonostante questa chiara identificazione, la lontananza del Golfo di Aqaba sia dall'Egitto che da Israele rende questa possibilità inverosimile. Alcuni studiosi ammettono tuttavia una deviazione dal tragitto verso l'Arabia, nella quale viene proposta la localizzazione del biblico Monte Sinai.

- Mar Rosso. La tradizione ha identificato il Yam-Suf nel ramo occidentale del Mar Rosso, l'attuale Golfo di Suez. Questa possibilità, sebbene suffragata dalla tradizione secolare, appare inverosimile alla luce di tutti i dati, citazioni e ricostruzioni. Già la versione greca della Bibbia detta Settanta, realizzata nel III secolo a.C., traduce erithràn thàlassan, Mar Rosso, seguita dalle Vulgata e dalle principali versioni moderne della Bibbia. Data la posizione meridionale e fuori mano del golfo di Suez rispetto all'itinerario Egitto-Israele oggigiorno questa congettura è ritenuta impossibile.